# Ghiacciaio Ingham
Il ghiacciaio Ingham è un ghiacciaio vallivo lungo circa 5 km situato sulla costa di Borchgrevink, nella Terra della Regina Vittoria, in Antartide. In particolare, il ghiacciaio, il cui punto più alto si trova a circa 2500 m s.l.m., si trova nei monti della Vittoria e fluisce verso sud, scorrendo lungo il versante occidentale della dorsale O'Neal, fino a unire il proprio flusso a quello del ghiacciaio Borchgrevink.

## Storia
Il ghiacciaio Ingham è stato mappato da membri dello United States Geological Survey (USGS) grazie a fotografie e ricognizioni aeree effettuate dalla marina militare statunitense tra il 1960 e il 1962. Esso è stato poi così battezzato dal comitato consultivo dei nomi antartici in onore di Clayton E. Ingham, geofisico neozelandese di stanza alla base di ricerca Hallett nel 1957.